# Rimacola
Rimacola is een monotypisch geslacht uit de orchideeënfamilie en de onderfamilie Orchidoideae.
De enige soort, Rimacola elliptica, is een groenblijvende lithofytische orchidee die voorkomt in vochtige rotsspleten in de Blue Mountains, New South Wales, Australië.

## Naamgeving en etymologie
De botanische naam Rimacola is afgeleid van het Latijnse rima (spleet) en -cola (levend in), naar de favoriete standplaats van deze planten.

## Kenmerken
Rimacola heeft een kruipend rizoom, een korte pseudobulb omgeven door een buisvormige schede, en twee of meer ovale tot lancetvormige bladeren en eindstandige, gebogen of afhangende bloemtros met tientallen langbloeiende bloemen. De bloemen worden bestoven door kleine wespen.